# Клири, Джим
Джеймс Клири (англ. James Cleary; род. 27 мая 1956, Эннискиллен) — североирландский футболист, полузащитник.

## Карьера

### Клубная карьера
Во взрослом футболе дебютировал в 1974 году в клубе «Портадаун», за который выступал на протяжении первых шести сезонов своей карьеры.
В 1980 году перешёл в «Гленторан», в составе которого отыграл девять сезонов. В сезонах 1980/81 и 1987/88 вместе с командой становился чемпионом Северной Ирландии, а также является пятикратным обладателем национального кубка. Завершил карьеру футболиста в 1989 году в возрасте 33 лет.

### Карьера в сборной
В 1982 году дебютировал в официальных матчах в составе национальной сборной Северной Ирландии. В том же году выступал вместе с командой на чемпионате мира в Испании.
Всего в составе сборной принял участие в пяти матчах, не отметившись забитыми мячами.

## Достижения
«Гленторан»
- Чемпион Северной Ирландии: 1980/81, 1987/88
- Обладатель Кубка Северной Ирландии: 1982/83, 1984/85, 1985/86, 1986/87, 1987/88